# Marble Hill (Manhattan)
Marble Hill é um bairro localizado no extremo norte da borough de Manhattan, Nova Iorque. Faz parte da borough of Manhattan (e do Condado de Nova Iorque) porém está localizada na parte continental dos Estados Unidos, e não na Ilha de Manhattan. Devido a sua geografia, Marble Hill é às vezes confundida com o Bronx.
A Broadway é a principal via do bairro. No final do século XX, comerciantes começaram a abrir negócios ao largo da rua em Marble Hill.

## Demografia
Segundo o censo nacional de 2020, a sua população é de 8 594 habitantes e seu crescimento populacional na última década foi de 1,5%. Residentes abaixo de 18 anos de idade representam 21,6%. Foi apurado que 69,9% são hispânicos ou latinos (de qualquer raça), 6,4% são brancos não hispânicos, 19,3% são negros/afro-americanos não hispânicos, 1,5% são asiáticos não hispânicos, 0,9% são de alguma outra raça não hispânica e 2,0% são não hispânicos de duas ou mais raças.
Possui 3 578 residências, um aumento de 2,7% em relação ao censo anterior, onde deste total, 2,7% das unidades habitacionais estão desocupadas. A média de ocupação é de 2,5 pessoas por residência.

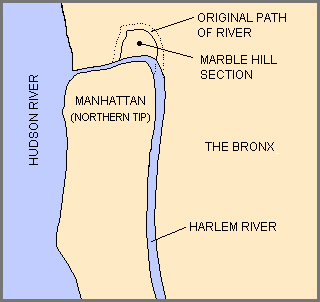
Mapa mostrando a rota original do Rio Harlem e seu curso atual.